# Stichopogon rivulorum
Stichopogon rivulorum är en tvåvingeart som beskrevs av Pavel Lehr 1975. Stichopogon rivulorum ingår i släktet Stichopogon och familjen rovflugor. Inga underarter finns listade i Catalogue of Life.